# 霍爾德蓋特山

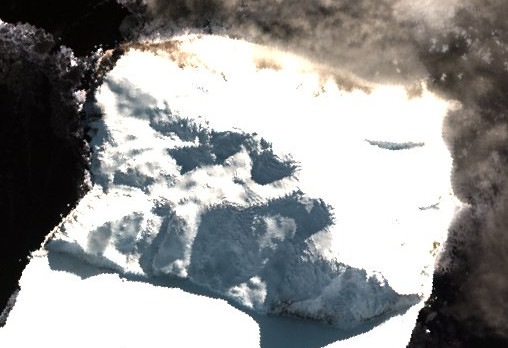
霍爾德蓋特山

59°28′S 27°11′W / 59.467°S 27.183°W
霍爾德蓋特山（英語：Mount Holdgate），是南極洲的山峰，位於南桑威奇群島，處於庫克島東南端，海拔高度960米，由英國南極名稱諮詢委員會命名，由英國海外領土管轄。